# Cantó de Salèrn
El cantó de Salers és un cantó francès del departament del Cantal, a la regió d'Alvèrnia. Està inclòs en el districte de Mauriac, té 12 municipis i el cap cantonal és Salèrn.

## Municipis
- Anglars de Salern
- Lo Falgós
- Le Fau
- Fontanges
- Saint-Bonnet-de-Salers
- Saint-Chamant
- Saint-Martin-Valmeroux
- Saint-Paul-de-Salers
- Saint-Projet-de-Salers
- Saint-Vincent-de-Salers
- Salèrn
- Le Vaulmier

## Història
| Data d'elecció                           | Identitat                 | Partit           | Qualitat |
| ---------------------------------------- | ------------------------- | ---------------- | -------- |
| 1949-1985                                | Augustin Chauvet          | UDR, després RPR |          |
| 1985-1989                                | Roger Rigaudière          | RPR              |          |
| 1989-1995                                | Jean Descoeur             | UDF              |          |
| 1995-2004                                | Michèle Célarier-Descoeur | UDF              |          |
| 2004-                                    | Bruno Faure               | Divers droite    |          |
| les dades anteriors no són pas conegudes |                           |                  |          |
|                                          |                           |                  |          |

## Demografia
| 1962  | 1968  | 1975  | 1982  | 1990  | 1999  | 2007  |
| ----- | ----- | ----- | ----- | ----- | ----- | ----- |
| 5.522 | 6.258 | 5.254 | 4.425 | 4.165 | 3.607 | 3.410 |